# Giuseppe Demongeri
Giuseppe Demongeri (fl. XIX secolo) è stato un fisico italiano del XIX secolo.

## Biografia

Osservazioni sulla risposta, 1823 (Fondazione Mansutti, Milano).

Noto con lo pseudonimo di Epugispe Dermogine, oltre a numerosi saggi scientifici, scrisse una commedia teatrale dal titolo Le paludi artificiali. Nel suo saggio Osservazioni intorno ai paragrandini (1823) espone la propria tesi vicina ai lavori di Paolo Beltrami e in contrasto con quanto affermato da Angelo Bellani e Alessandro Volta. Secondo Volta i paragrandini metallici potevano essere più utili ed efficaci di quelli in paglia ideati da Charles Tholard. Al contrario, Demongeri sosteneva che questi ultimi fossero più funzionali. Nello stesso periodo Demongeri pubblica anche un commentario in proposito, con un'ampia bibliografia sui mezzi di prevenzione da fulmini e grandine. Questa disputa scientifica coinvolse numerosi fisici dell'epoca, tra i quali Gaetano Melandri Contessi, Alexandre Lapostolle, Le Normand, Giovanni Majocchi, Pietro Molossi, Giovanni Battista Nazari, Charles Richardot, Antonio Scaramelli e Alessandro Volta. Gli studi in materia servirono alle compagnie di assicurazione per valutare il rischio da coprire. Un esemplare del suo saggio è conservato presso la Fondazione Mansutti di Milano.